# Новопортівське – Ябмург-Тула
Новопортівське – Ябмург-Тула – газопровід, за допомогою якого забезпечили видачу продукції гігантського Новопортівського родовища.
Трубопровід, що став до ладу в 2021 році, прямує від установки підготовки Новопортівського родовища до місця врізки до газопроводів Ямбург – Тула 1 та Ямбург – Тула 2, які раніше проклали для видачі продукції унікального Ямбурзького родовища. Загальна довжина газопроводу від Новопортівського становить 116 км, з яких 58 км припадають на підводний перехід через Обську губу. Діаметр газопроводу 1020 мм, пропускна здатність 20 млрд м3 на рік.
Підводна ділянка прокладена на 5 метрів нижче дна, при цьому спорудження та засипання траншеї виконали земснаряди «Белое море» і «Северная Двина».